# Gor Mahia
Gor Mahia Football Club is een Keniaanse voetbalclub uit de hoofdstad Nairobi. Het is een van de twee populairste clubs van het land, de andere is AFC Leopards.
Gor Mahia is de enige Keniaanse club die er ooit in slaagde een continentale titel te halen, de African Cup Winners' Cup in 1987. De club werd opgericht in 1968 door de fusie van Luo United en Luo Sports Club.
Sinds 1995 won de club geen titels meer en ontsnapte zelfs twee keer aan degradatie via een achterpoortje. De naam Gor Mahia komt van de Luo stam waar Gor Mahia een mythische figuur was met bijzondere krachten. In 2008 werd er voor het eerst sinds 1992 een bekertitel gewonnen en in 2013 voor het eerst sinds 1995 een landstitel gewonnen.

## Erelijst

### Continentaal
- African Cup Winners' Cup: 1987

### Regionaal
- CECAFA Club Cup: 1980, 1981, 1985

### Nationaal
- Kenyan Premier League: 1968, 1974, 1976, 1979, 1983, 1984, 1985, 1987, 1990, 1991, 1993, 1995, 2013, 2014, 2015, 2017, 2018, 2019, 2020, 2023, 2024
- Kenya Challenge Cup/Moi Golden Cup/Transparency Cup/President's Cup/KFF Cup/FKL Cup/FKF Cup: 1976, 1981, 1983, 1986, 1987, 1988, 1992, 2008, 2011, 2012, 2021
- Kenyan Super Cup: 2009, 2013 (voorseizoen), 2015, 2017, 2018, 2020
- KPL Top 8 Cup: 2012, 2015

### Als Luo Union
- Kenyan Premier League: 1964, 1975
- FA Cup of Kenya: 1964, 1965, 1966